# The Beatles 1962–1966
The Beatles 1962—1966 — альбом-компиляция, представляющий собой антологию лучших песен группы «Битлз» за 1962—1966 годы, вышедший в 1973 году.

## Об альбоме
Диск вышел 19 апреля 1973 года на двух пластинках и известен также как Red Album («Красный альбом»). Одновременно с ним вышел альбом The Beatles 1967–1970.

## Список композиций

### Первая пластинка
1. «Love Me Do»
2. «Please Please Me»
3. «From Me to You»
4. «She Loves You»
5. «I Want to Hold Your Hand»
6. «All My Loving»
7. «Can’t Buy Me Love»
8. «A Hard Day’s Night»
9. «And I Love Her»
10. «Eight Days A Week»
11. «I Feel Fine»
12. «Ticket to Ride»
13. «Yesterday»

### Вторая пластинка
1. «Help!»
2. «You’ve Got To Hide Your Love Away»
3. «We Can Work It Out»
4. «Day Tripper»
5. «Drive My Car»
6. «Norwegian Wood (This Bird Has Flown)»
7. «Nowhere Man»
8. «Michelle»
9. «In My Life»
10. «Girl»
11. «Paperback Writer»
12. «Eleanor Rigby»
13. «Yellow Submarine»

## Переиздание 2023 года
К 50-летию выпуска Тhе Rеd Аlbum (1962—1966), который в оригинале вышел в 1973-м году, в 2023 году было подготовлена и выпущена их обновлённая и расширенная версия. В неё были включены 12 дополнительных треков, добавленных в хронологическом порядке, в том числе впервые некоторые из самых ранних песен Джорджа Харрисона, плюс некоторые классические версии «Битлз» и рок-н-рольные хиты.